# Ricardo Olmos Romera
Ricardo Olmos Romera (geboren am 28. Juni 1946 in Madrid) ist ein spanischer Klassischer Archäologe.
Ricardo Olmos Romera studierte an der Universität Complutense in Madrid Klassische Philologie. Nach seinem Abschluss wurde er Mitarbeiter am Museo Arqueológico Nacional de España und in den Jahren 1973–1974 von Martín Almagro Basch mit der Neuaufstellung der Sammlung griechischer Vasen betraut. Almagro Basch vermittelte Ricardo Olmos ein Stipendium des Deutschen Archäologischen Instituts, das ihn zum Studium griechischer Keramik, Religion und Ikonographie an die Universität Würzburg zu Erika Simon führte.
Im Jahr 1975 kehrte er an das Museum zurück. Im Jahr 1976 erfolgte die Promotion. Thema seiner Dissertation war Contribución al estudio de las cerámicas áticas del Museo Arqueológico Nacional. Aportaciones iconográficas y estilísticas („Beitrag zum Studium der attischen Keramik des Archäologischen Nationalmuseums. Ikonografische und stilistische Beiträge“) – Frucht seiner Forschungen bei Erika Simon. Am Nationalmuseum wurde er 1976 als stellvertretender, 1979 als ordentlicher Konservator eingestellt. Hier war er für die Abteilung der griechischen Antiken und verwandter Kulturen der Ägäis sowie des etruskisch-italischen Raums verantwortlich. Von 1979 bis 1982 war er zudem Sekretär des Museums.
Es folgte 1986 der Wechsel an den Consejo Superior de Investigaciones Científicas (CSIC) als wissenschaftlicher Mitarbeiter, an dem er mehrere Jahre als Direktor die Abteilung Archäologie und Alte Geschichte leitete. 2003 erfolgte die Ernennung zum Professor am Centro de Estudios Históricos des CSIC. Von 2006 bis zu seiner Pensionierung 2011 übernahm er die Leitung der Escuela Española de Historia y Arquelogía en Roma, eines Auslandsinstituts der CSIC mit Sitz in Rom.
Ricardo Olmos war Gründungsmitglied und Mitglied des wissenschaftlichen Beirats des Lexicon Iconographicum Mythologiae Classicae. Zudem war er Spaniens Vertreter im wissenschaftlichen Beirat des Corpus Speculorum Etruscorum. Seine Forschungsinteressen sind weit gestreut und gelten fast sämtlichen Aspekten antiker Kultur. Ein besonderes Verdienst kommt ihm für die Erkenntnisse bezüglich einer genuin iberischen Ikonographie im Rahmen antiker Kulturen zu – ein Gebiet, auf dem Ricardo Olmos Pionierarbeit leistet.

## Publikationen (Auswahl)
- Cerámica griega (= Guías del Museo Arqueológico Nacional. Band 1). Dirección General de Bellas Artes, Madrid 1973, ISBN 84-369-0285-8.
- Catalogo de los vasos griegos en el Museo Arqueológico Nacional. Band 1: Las lecitos áticas de fondo blanco. Ministerio de cultura, Madrid 1980, ISBN 84-7483-128-8.
- Vasos griegos, collección condes de Lagunillas. Akanthus, Kilchberg/Zürich 1990, ISBN 3-905083-02-7.
- Catálogo de los vasos griegos del Museo nacional de Bellas Artes de La Habana. Ministero de Cultura, Madrid 1993, ISBN 84-7483-981-5.